# Judô nos Jogos Pan-Americanos de 1963
As competições de judô nos Jogos Pan-Americanos de 1963 foram realizadas na São Paulo, Brasil. Esta foi a primeira edição do esporte nos Jogos Pan-Americanos, tendo sido disputado apenas entre os homens.

## Medalhistas

### Masculino
| Evento           | Ouro                                     | Prata                          | Bronze                      |
| ---------------- | ---------------------------------------- | ------------------------------ | --------------------------- |
| Até 70 kg        | Toshiyuki Seino · Estados Unidos         | Jorge Yamashita · Brasil       | —                           |
| Até 80 kg        | Lhofei Shiozawa · Brasil                 | Paul Maruyama · Estados Unidos | Rómulo Etcheverry · Uruguai |
| Até 93 kg        | George Harris · Estados Unidos           | Milton Lovato · Brasil         | Heraldo Viazzi · Uruguai    |
| Categoria aberta | Ben Nighthorse Campbell · Estados Unidos | Georges Mehdi · Brasil         | Joaquín Andrade · Uruguai   |

## Quadro de medalhas
| Posição | Nação              |   |   |   | Total |
| ------- | ------------------ | - | - | - | ----- |
| 1       | USA Estados Unidos | 3 | 1 | 0 | 4     |
| 2       | BRA Brasil         | 1 | 3 | 0 | 4     |
| 3       | URU Uruguai        | 0 | 0 | 3 | 3     |
| Total   | Total              | 4 | 4 | 3 | 11    |